# Territ fosc
El territ fosc (Calidris maritima) és una espècie d'ocell de la família dels escolopàcids (Scolopacidae) que en estiu habita tundres, erms i costes de l'oest i sud-est de Groenlàndia, Islàndia, Fèroe, Spitsbergen, Bear (EUA), Terra de Francesc Josep, Nova Terra, Terra del Nord i Nova Sibèria, costes àrtiques d'Escandinàvia i la península de Taimir, i illes canadenques de Melville, Bathurst, Devon, Bylot i Baffin. Durant l'hivern gran part de la població roman a prop dels llocs de cria, mentre altres arriben fins a la costa atlàntica dels Estats Units i d'Europa, cap al sud fins a Portugal.